# Barret (Alts Alps)
Barret sus Meüja? (en francès Barret-sur-Méouge) és un municipi francès situat al departament dels Alts Alps i a la regió de Provença – Alps – Costa Blava.

## Demografia
| 1821                                       | 1962 | 1968 | 1975 | 1982 | 1990 | 1999 | 2006 | 2016 |
| ------------------------------------------ | ---- | ---- | ---- | ---- | ---- | ---- | ---- | ---- |
| 568                                        | 179  | 342  | 291  | 187  | 237  | 232  | 218  | 220  |
| Des de 1962: població sense dobles comptes |      |      |      |      |      |      |      |      |

## Administració
| Període   | Identitat      | Partit |
| --------- | -------------- | ------ |
| 2001-2020 | Bruno Lagier   |        |
| 2020-     | Philippe Peyre |        |